# Chilothorax sexmaculosus
Chilothorax sexmaculosus är en skalbaggsart som beskrevs av Schmidt 1911. Chilothorax sexmaculosus ingår i släktet Chilothorax och familjen Aphodiidae. Inga underarter finns listade i Catalogue of Life.